# Menawan (Gebog)
Menawan is een bestuurslaag in het regentschap Kudus van de provincie Midden-Java, Indonesië. Menawan telt 5059 inwoners (volkstelling 2010).